# Динамическое время
С 1984 года шкала эфемеридного времени ЕТ заменена двумя шкалами динами́ческого вре́мени DT:
- Земное динамическое время TDT, равное по масштабу ET, отнесено к центру масс Земли и служит независимым аргументом видимых геоцентрических эфемерид, в том числе при определении эфемерид ИСЗ

- Барицентрическое динамическое время TDB, которое учитывает движение центра масс Солнца вокруг центра масс всей Солнечной системы (барицентра Солнечной системы). Отнесено к барицентру Солнечной системы и является аргументом дифференциальных уравнений всех гравитационных теорий движения тел Солнечной системы.

Различие TDB и TDT состоит в периодических вариациях масштаба с амплитудой 0,00166 с.
За период 1991—2006 гг. из-за сложностей и несогласованностей базовых определений шкалы TDB и TDT были переопределены и заменены, соответственно, на Геоцентрическое координатное время (TCG) и Барицентрическое координатное время (TCB), которые и применяются в настоящее время (2011 год). Эти шкалы отражают темп времени, скорректированного в соответствии с общей теорией относительности к часам, покоящимся относительно соответствующей нуль-точки вне гравитационного колодца Земли и Солнечной системы, соответственно. Из-за этого темп хода времени в данных шкалах несколько выше, чем скорость хода атомных часов на поверхности Земли, и соответственно они расходятся с локально определённым Международным атомным временем (TAI) линейно с некоторым колебаниями. Для учёта этого обстоятельства определена также шкала Земного времени (Terrestrial Time, TT), заменяющая TDT и выводимая как такое линейное решкалирование TCG, чтобы TT давала среднюю длительность секунды, совпадающую с секундой атомного времени TAI, а также переопределена шкала Барицентрического динамического времени (TDB) как линейное решкалирование TCB с аналогичными свойствами.